# العلاقات الجيبوتية الكوستاريكية
العلاقات الجيبوتية الكوستاريكية هي العلاقات الثنائية التي تجمع بين جيبوتي وكوستاريكا.

## مقارنة بين البلدين
هذه مقارنة عامة ومرجعية للدولتين:
| وجه المقارنة                                              | جيبوتي                    | كوستاريكا                                 |
| --------------------------------------------------------- | ------------------------- | ----------------------------------------- |
| المساحة (كم2)                                             | 23.20 ألف                 | 51.10 ألف                                 |
| عدد السكان (نسمة)                                         | 956.99 ألف                | 4.91 مليون                                |
| الكثافة السكانية (ن./كم²)                                 | 41.25                     | 96.09                                     |
| العاصمة                                                   | جيبوتي                    | سان خوسيه                                 |
| اللغة الرسمية                                             | لغة فرنسية، اللغة العربية | اللغة الإسبانية                           |
| العملة                                                    | فرنك جيبوتي               | كولون كوستاريكي                           |
| الناتج المحلي الإجمالي (بليون دولار)                      | 1.84 مليار                | 57.06 مليار                               |
| الناتج المحلي الإجمالي (تعادل القوة الشرائية) بليون دولار | 3.10 مليار                | 74.98 مليار                               |
| الناتج المحلي الإجمالي الاسمي للفرد دولار أمريكي          | 1.95 ألف                  | 11.26 ألف                                 |
| الناتج المحلي الإجمالي للفرد دولار أمريكي                 | 3.27 ألف                  | 14.92 ألف                                 |
| مؤشر التنمية البشرية                                      | 0.470                     | 0.766                                     |
| رمز المكالمات الدولي                                      | +253                      | +506                                      |
| رمز الإنترنت                                              | .dj                       | .cr، قائمة نطاقات المستوى الأعلى للإنترنت |
| المنطقة الزمنية                                           | ت ع م+03:00               | 00                                        |

## منظمات دولية مشتركة
يشترك البلدان في عضوية مجموعة من المنظمات الدولية، منها:
| علم المنظمة | اسم المنظمة                        | تاريخ انضمام جيبوتي | تاريخ انضمام كوستاريكا |
| ----------- | ---------------------------------- | ------------------- | ---------------------- |
|             | الاتحاد البريدي العالمي            | ?                   | ?                      |
|             | يونسكو                             | 31 أغسطس 1989       | 19 مايو 1950           |
|             | البنك الدولي للإنشاء والتعمير      | 1 أكتوبر 1980       | 8 يناير 1946           |
|             | منظمة التجارة العالمية             | ?                   | ?                      |
|             | وكالة ضمان الاستثمار متعدد الأطراف | 12 يناير 2007       | 8 فبراير 1994          |
|             | الاتحاد الدولي للاتصالات           | 22 نوفمبر 1977      | 13 سبتمبر 1932         |
|             | منظمة الشرطة الجنائية الدولية      | ?                   | ?                      |
|             | مؤسسة التمويل الدولية              | 1 أكتوبر 1980       | 20 يوليو 1956          |
|             | الأمم المتحدة                      | 20 سبتمبر 1977      | 2 نوفمبر 1945          |
|             | مؤسسة التنمية الدولية              | 1 أكتوبر 1980       | 30 يونيو 1961          |
|             | منظمة حظر الأسلحة الكيميائية       | ?                   | ?                      |

## وصلات خارجية
- موقع وزارة الخارجية الكوستاريكية